# Реакция Рихе
Реакция Рихе — реакция электрофильного формилирования. В качестве формилирующего агента используется дихлорметил метиловый эфир, катализатор —  хлориды титана или олова. Субстратами в реакции являются стерически затрудненные ароматические соединения, например, мезитилен.
Реакция открыта Альфредом Рихе в 1960 году.